# Câmp gravitațional

.

În fizica teoretică, câmpul gravitațional este un câmp definit ca o deformare a spațiu-timpului determinat de  particulele sau sistemele de particule (corpurile) care au masă, energie, impuls sau radiație cu o mărime fizică cantitativă nenulă.
În modelul de câmp, gravitația este descrisă ca o forță aparentă, în timp ce traiectoriile particulelor sunt geodezice, mișcarea lor este una inerțială fiind dată de curbura spațiu-timp si invers. Într-un astfel de model nu există forță gravitațională.
Fizicianul John Archibald Wheeler spunea:
„spațiu-timpul spune materiei cum să se miște, iar materia spune spațiu-timpului cum să se curbeze.”
Dinamica câmpului gravitațional este o ramură a fizicii teoretice care studiază câmpurile  gravitaționale ale particulelor respectiv sistemelor de particule și legile care descriu interacțiunile dintre acestea.
Câmpul gravitațional este responsabil pentru fenomenul cunoscut ca gravitație, unde intensitatea câmpului gravitațional (Γ) este egală cu accelerația gravitațională și se măsoară în Sistemul Internațional în newtoni pe kilogram (N/kg).
Interacțiunea gravitațională este una dintre forțele fundamentale care interacționează între corpurile masive din univers, iar faptul că are rază mare de acțiune devine importantă la scară macroscopică.

## Istorie
În concepția sa inițială, gravitația era descrisă ca o forță între mase punctiforme. După Isaac Newton, Pierre-Simon Laplace a încercat să explice  gravitația ca un fel de câmp de radiație sau fluid, iar începând cu secolul al XIX-lea este explicată ca atare. 

## Definiție în mecanica clasică

Reprezentare grafică a câmpului gravitațional între planeta Terra și satelitul său natural Luna.

În mecanica clasică câmpul gravitațional este tratat ca un câmp de forță conservativ și poate fi definit prin legea atracției universale.
Ecuatia de câmp  gravitațional este
{\displaystyle \mathbf {g} ={\frac {\mathbf {F} }{m}}=-{\frac {\mathrm {d} ^{2}\mathbf {R} }{\mathrm {d} t^{2}}}=-GM{\frac {\mathbf {\hat {R}} }{\left|\mathbf {R} \right|^{2}}}=-\nabla \Phi }
Unde 
- F este forța  gravitaționala,
- m este masa test,
- R este poziția particulei de test,
- R̂ este vectorul unic în direcția lui R,
- t este timpul,
- G este constanta gravitațională,

și
- ∇ este operatorul diferențial nabla.

Aceasta include legea gravitației universale a lui Newton și relația dintre potențialul gravitațional și accelerația câmpului.
Rețineți că
d2R/dt2 și F/m
sunt ambele egale cu accelerația gravitațională g (echivalent cu accelerația inerțială, deci aceeași formă matematică, dar definită și ca forță gravitațională pe unitate de masă).
Semnele negative sunt inserate deoarece forța acționează antiparalel față de deplasare. Ecuația de câmp echivalentă în termeni de densitate de masă ρ a masei atrase este:
{\displaystyle \nabla \cdot \mathbf {g} =-\nabla ^{2}\Phi =-4\pi G\rho }
care conține legea lui Gauss pentru gravitație și ecuația lui Poisson pentru gravitație. Legea lui Newton și a lui Gauss sunt matematic echivalente și sunt legate de teorema divergenței.
Câmpul de forță generat între punctul r1 într-un spațiu unde este prezentă o masă la un punct r2:
{\displaystyle \mathbf {g} (\mathbf {r} )=-GM{\frac {\mathbf {r} }{r^{3}}}}
unde
- G este constanța gravitațională universală

și
- M este masa.

Prin urmare, este posibil să exprimăm forța exercitată asupra corpului de masă ca:
{\displaystyle \mathbf {F} (\mathbf {r} )=m\cdot \mathbf {g} (\mathbf {r} )}
Unitatea de măsură în Sistemul internațional este:
{\displaystyle {\big [}{g}{\big ]}=\left[{\frac {\mathrm {N} }{\mathrm {kg} }}\right]=\left[{\frac {\mathrm {m} }{\mathrm {s} ^{2}}}\right]}
unde
- {\displaystyle g=\|\mathbf {g} \|} este modulul lui {\displaystyle \mathbf {g} }.

Accelerația gravitațională: curbura terestră intr-o încăpere este neglijabilă deci vectorul g este constant și orientat către în jos.

Câmpul gravitațional este descris de potențialul gravitațional, definit ca valoarea energiei gravitaționale detectată de o masă plasată la un punct în spațiu pe unitate de masă. Energia gravitațională a masei este nivelul de energie pe care o posedă masa datorită poziției sale în câmpul gravitațional; prin urmare, potențialul gravitațional al masei este raportul dintre energia gravitațională și valoarea masei în sine, adică:
{\displaystyle \operatorname {V} ={\frac {U}{M}}}
Din moment ce câmpul gravitațional este conservativ, este posibilă definirea unei funcții scalare V a cărei gradient coincide cu câmpul:
{\displaystyle \mathbf {g} (\mathbf {r} )=-\mathrm {grad} \,V=-{\boldsymbol {\nabla }}V}
Pentru fiecare câmp gravitațional este posibil să se definească suprafețe ortogonale ale câmpului  în fiecare punct al spațiului, așa numite suprafețe echipotențiale. Cea ce înseamnă că mase egale pe aceeași suprafață echipotențială au aceeași energie potențială.
De exemplu, în cazul unui câmp gravitațional sferic, suprafețele echipotențiale sunt sfere concentrice, iar liniile de câmp sunt setul de semilini care intră în centrul sferelor.
Având în vedere câmpul gravitațional ca
{\displaystyle {\bf {x}}\,\mapsto {\frac {\bf {x}}{\|{\bf {x}}\|^{3}}}} (cu excepția factorilor multiplicativi și translaționali, cu {\displaystyle {\bf {x}}={\big (}x_{1},x_{2},x_{3}{\big )}} vectorul de poziție), se observă că divergența sa în trei dimensioni è nulă.
De fapt:
{\displaystyle \nabla \cdot {\frac {\bf {x}}{\|{\bf {x}}\|^{3}}}=\sum _{k=1}^{3}{\frac {\partial }{\partial x_{k}}}\left({\frac {x_{k}}{\|{\bf {x}}\|^{3}}}\right)=\sum _{k=1}^{3}{\frac {\|{\bf {x}}\|^{3}-x_{k}3\|{\bf {x}}\|^{2}\displaystyle {\frac {x_{k}}{\|{\bf {x}}\|}}}{\|{\bf {x}}\|^{6}}}=\sum _{k=1}^{3}\left({\frac {1}{\|{\bf {x}}\|^{3}}}-{\frac {3x_{k}^{2}}{\|{\bf {x}}\|^{5}}}\right)={\frac {3}{\|{\bf {x}}\|^{3}}}-{\frac {3{\big (}x_{1}^{2}+x_{2}^{2}+x_{3}^{2}{\big )}}{\|{\bf {x}}\|^{5}}}=0\,.}

### Câmpul gravitațional terestru

Imagine care descrie câmpul gravitațional terestru.

Câmpul gravitațional generat de Pământ, de exemplu, induce în apropierea suprafeței Pământului o accelerație gravitațională cu valori apropiate de 9.80665 m/s2 (32.1740 ft/s2).
.
{\displaystyle {\vec {g}}({\vec {r}})=-K{\frac {M}{r^{2}}}{\frac {\vec {r}}{r}},} {\displaystyle {\vec {F}}({\vec {r}})=m\ {\vec {g}}({\vec {r}})}

### Unde gravitaționale

Două stele de masă diferită în rotație unde fiecare gravitează pe orbite în jurul centrului de masă comun notat prin mica cruce roșie într-un cerc cu masa mai mare având orbita mai mică

Două stele de masă similară pe orbite circulare în jurul centrului lor de masă

Două stele cu o masă similară pe o orbită [eliptică] față de centrul lor de masă

În termeni generali, undele gravitaționale sunt radiate de corpuri a căror mișcare implică accelerarea sau mișcarea neuniformă, sau schimbarea traiectoriei unui corp astfel încât intensitatea câmpul gravitational indus să fie variabilă față de observator.
În cazul a două sau mai multe corpuri aflate in mișcare de rotație una față de alta într-un sistem de referință inerțial, cum ar fi spre exemplu o stea binară, câmpul gravitațional radiat de sistem este neuniform și va fi detectat de un observator extern sistemului de referința sub forma unor  fluctuații în structura spațiu-timp ce sunt numite unde gravitaționale și au proprietatea de a se propaga prin spațiu cu viteza luminii „c” in vid.
Aceste unde gravitaționale sunt asemănătoare cu radiația electromagnetică. și transportă energia disipată de sursele lor.
În cazul corpurilor care orbitează, traiectoria poate fi asociată cu o decădere a orbitei în spirală.  Imaginați-vă, de exemplu, un sistem simplu de două mase - cum ar fi sistemul Pământ-Soare - care se mișcă lent comparativ cu viteza luminii pe orbite circulare. Să presupunem că aceste două mase orbitează între ele într-o orbită circulară în planul x–y. Pentru o bună aproximare, masele urmează orbite kepleriene simple. Cu toate acestea, o astfel de orbită reprezintă un moment cvadrupolar în schimbare. Adică sistemul va emite unde gravitaționale și va pierde energie.
În teorie, pierderea de energie prin radiații gravitaționale ar putea în cele din urmă duce la căderea Pământului pe Soare. Însă în practică, energia totală a Pământului care orbitează Soarelui (energie cinetică + energie potențială gravitațională) este de aproximativ 1.14×1036 Joule din care doar 200 watt (jouli pe secundă) se pierd prin radiații gravitaționale, ducând la o decădere a orbitei cu aproximativ 1×10-15 metri pe zi sau aproximativ diametrul unui proton. În acest ritm, ar fi necesar pentru Pământ de aproximativ 1 × 1013 ori mai mult decât vârsta actuală a Universului pentru a fuziona cu Soarele. Această estimare trece cu vederea scăderea r în timp, unde raza variază foarte lent pentru cea mai mare parte a timpului și scade în etapele ulterioare, după cum urmează:
{\displaystyle r(t)=r_{0}\left(1-{\frac {t}{t_{\text{decădere}}}}\right)^{1/4},} cu {\displaystyle r_{0}}
raza inițială și
{\displaystyle t_{\text{decădere}}}
timpul total necesar pentru a completa fuziunea.
Rata decăderii orbitale poate fi aproximată cu
{\displaystyle {\frac {\mathrm {d} r}{\mathrm {d} t}}=-{\frac {64}{5}}\,{\frac {G^{3}}{c^{5}}}\,{\frac {(m_{1}m_{2})(m_{1}+m_{2})}{r^{3}}}\ ,}
unde r este raza dintre corpuri, t timpul, G este constanta gravitațională, c este viteza luminii, și m1 și m2 masa corpurilor. Acestă formula ne ajută la preconizarea timpului necesar pentru fuziunea corpurilor.

{\displaystyle t={\frac {5}{256}}\,{\frac {c^{5}}{G^{3}}}\,{\frac {r^{4}}{(m_{1}m_{2})(m_{1}+m_{2})}}.}

## Definiție în relativitatea generală
În relativitatea generală câmpul gravitațional este un câmp tensorial, reprezentat matematic printr-un tensor metric, legat de curbura spațiu-timp prin tensorul Riemann determinat de ecuația de câmp a lui Einstein .
{\displaystyle \mathbf {G} ={\frac {8\pi G}{c^{4}}}\mathbf {T} .}
Unde T este tensorul stres–energie, G este tensorul Einstein, și c este viteza luminii.
În relativitatea generală, simbolurile Christoffel joacă rolul câmpului gravitațional, iar tensorul metric joacă rolul potențialului gravitațional.
Gravitația se distinge de alte forțe prin supunerea sa față de principiul echivalenței.